# كريم سلطاني
 كريم سلطاني (بالفرنسية: Karim Soltani)‏: من مواليد 29 أوت 1984 ببريست ، فرنسا ، هو لاعب كرة قدم فرنسي من أصل جزائري من مدينة بريش ولاية أم البواقي , الأم من عرش أولاد حملة و الوالد سلطاني الصغيرمن عرش اولاد بوسالم يلعب حاليا لإيراكليس اليوناني في البطولة اليونانية الدرجة الأولى.

## وصلات خارجية
- كريم سلطاني على موقع قاعدة بيانات كرة القدم.إي يو (الإنجليزية)
- كريم سلطاني على موقع Soccerway.com (الإنجليزية)
- كريم سلطاني على موقع عالم كرة القدم.نت (الإنجليزية)
- كريم سلطاني على موقع كووورة

- البطاقة الشخصية